# Feardana Ua Cárthaigh
Feardana Ua Cárthaigh (? - 1131) fue un poeta de Connacht.
En los Anales de los cuatro maestros sub anno 1131, se indica que «Feardana Ua Carthaigh, poeta en jefe de Connaught» fue asesinado en la batalla de Loch Semhdighdhe en Mide.
La familia Ua Cárthaigh (anglificado Carthy) estuvo asentada en Ui Maine, aunque aparentemente sin miembros de la dinastía.